# Catocala dejeani
Catocala dejeani är en fjärilsart som beskrevs av Clayton Dissinger Mell. Catocala dejeani ingår i släktet Catocala och familjen nattflyn. Inga underarter finns listade i Catalogue of Life.